# Campeonato Soviético de Xadrez de 1985
O Campeonato Soviético de Xadrez de 1985 foi a 52ª edição do Campeonato de xadrez da URSS, realizado em Riga, de 22 de janeiro a 19 de fevereiro de 1985. Mikhail Gurevich foi declarado o campeão da competição. Semifinais ocorreram em Barnaul, Borjomi and Lvov; dois torneios da Primeira Liga, também classificatórios para a final, foram realizados em Sverdlovsk e Tasquente.

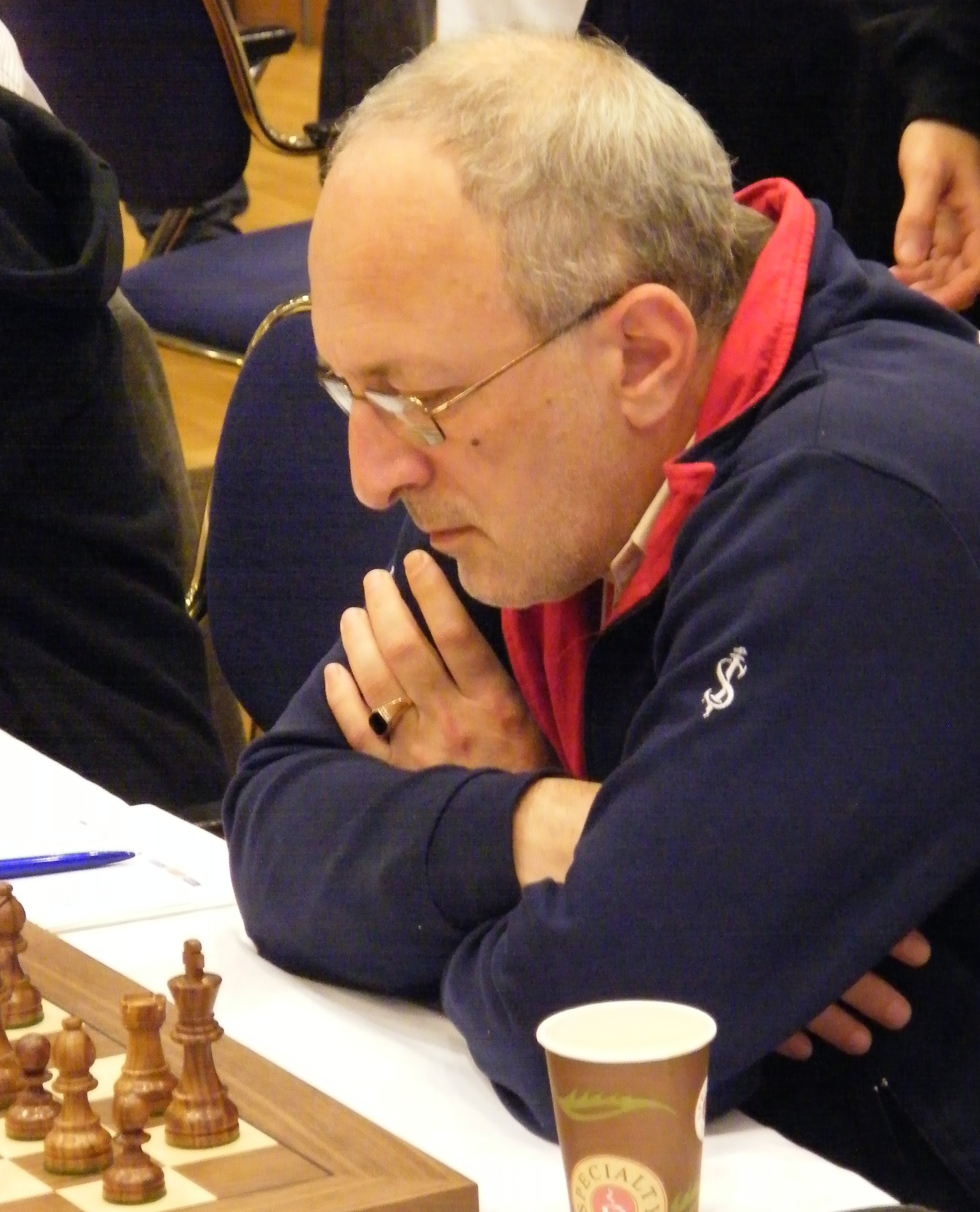
Mikhail Gurevich

## Classificatórios

### Semifinais
Semifinais foram realizadas em agosto de 1984 nas cidades de Barnaul Borjomi e Lvov.

### Primeira Liga
Dois torneios da Primeira Liga foram realizados com os cinco primeiros se classificando para a final. 
| N° | Jogador             | Rating | 1 | 2 | 3 | 4 | 5 | 6 | 7 | 8 | 9 | 10 | 11 | 12 | 13 | 14 | 15 | 16 | Total |
| -- | ------------------- | ------ | - | - | - | - | - | - | - | - | - | -- | -- | -- | -- | -- | -- | -- | ----- |
| 1  | Viktor Gavrikov     | 2485   | - | ½ | ½ | 1 | ½ | ½ | ½ | ½ | ½ | ½  | ½  | 1  | ½  | ½  | ½  | 1  | 9     |
| 2  | Viktor Kupreichik   | 2480   | ½ | - | ½ | ½ | 1 | ½ | 0 | 1 | 1 | 1  | ½  | 0  | 1  | ½  | ½  | ½  | 9     |
| 3  | Lev Psakhis         | 2535   | ½ | ½ | - | ½ | ½ | ½ | ½ | 1 | ½ | ½  | ½  | ½  | 1  | 1  | ½  | ½  | 9     |
| 4  | Mikhail Gurevich    | 2420   | 0 | ½ | ½ | - | ½ | 1 | 1 | ½ | ½ | 0  | ½  | ½  | 1  | ½  | 1  | 1  | 9     |
| 5  | Alexander Chernin   | 2475   | ½ | 0 | ½ | ½ | - | 1 | 0 | ½ | ½ | 1  | ½  | ½  | ½  | ½  | 1  | ½  | 8     |
| 6  | Bukhuti Gurgenidze  | 2470   | ½ | ½ | ½ | 0 | 0 | - | ½ | ½ | ½ | ½  | 1  | 1  | 1  | ½  | ½  | ½  | 8     |
| 7  | Sergey Dolmatov     | 2525   | ½ | 1 | ½ | 0 | 1 | ½ | - | ½ | 1 | ½  | ½  | ½  | 0  | ½  | ½  | 0  | 7½    |
| 8  | Andrei Kharitonov   |        | ½ | 0 | 0 | ½ | ½ | ½ | ½ | - | 1 | ½  | ½  | ½  | 0  | ½  | 1  | 1  | 7½    |
| 9  | Anatoli Vaisser     | 2475   | ½ | 0 | ½ | ½ | ½ | ½ | 0 | 0 | - | ½  | ½  | ½  | 1  | ½  | 1  | 1  | 7½    |
| 10 | Leonid Yudasin      | 2460   | ½ | 0 | ½ | 1 | 0 | ½ | ½ | ½ | ½ | -  | ½  | ½  | ½  | ½  | ½  | ½  | 7     |
| 11 | Mikhail Podgaets    | 2450   | ½ | ½ | ½ | ½ | ½ | 0 | ½ | ½ | ½ | ½  | -  | ½  | ½  | ½  | ½  | ½  | 7     |
| 12 | Sergey Gorelov      | 2445   | 0 | 1 | ½ | ½ | ½ | 0 | ½ | ½ | ½ | ½  | ½  | -  | ½  | ½  | ½  | ½  | 7     |
| 13 | Jaan Ehlvest        | 2485   | ½ | 0 | 0 | 0 | ½ | 0 | 1 | 1 | 0 | ½  | ½  | ½  | -  | 1  | 0  | 1  | 6½    |
| 14 | Ratmir Kholmov      | 2465   | ½ | ½ | 0 | ½ | ½ | ½ | ½ | ½ | ½ | ½  | ½  | ½  | 0  | -  | ½  | 0  | 6     |
| 15 | Nukhim Rashkovsky   | 2470   | ½ | ½ | ½ | 0 | 0 | ½ | ½ | 0 | 0 | ½  | ½  | ½  | 1  | ½  | -  | ½  | 6     |
| 16 | Eduardas Rozentalis |        | 0 | ½ | ½ | 0 | ½ | ½ | 1 | 0 | 0 | ½  | ½  | ½  | 0  | 1  | ½  | -  | 6     |

| N° | Jogador           | Rating | 1 | 2 | 3 | 4 | 5 | 6 | 7 | 8 | 9 | 10 | 11 | 12 | 13 | 14 | 15 | 16 | Total |
| -- | ----------------- | ------ | - | - | - | - | - | - | - | - | - | -- | -- | -- | -- | -- | -- | -- | ----- |
| 1  | Georgy Agzamov    | 2590   | - | 0 | ½ | 1 | ½ | ½ | ½ | 1 | ½ | ½  | ½  | ½  | ½  | ½  | 1  | 1  | 9     |
| 2  | Sergey Smagin     | 2355   | 1 | - | ½ | 0 | ½ | ½ | 1 | ½ | 0 | ½  | ½  | ½  | ½  | 1  | 1  | 1  | 9     |
| 3  | Smbat Lputian     | 2540   | ½ | ½ | - | ½ | 0 | ½ | ½ | ½ | 1 | 1  | ½  | ½  | 1  | ½  | ½  | 1  | 9     |
| 4  | Arshak Petrosian  | 2470   | 0 | 1 | ½ | - | 1 | ½ | ½ | ½ | 1 | ½  | ½  | ½  | ½  | ½  | ½  | ½  | 8½    |
| 5  | Boris Gulko       | 2470   | ½ | ½ | 1 | 0 | - | ½ | ½ | 1 | ½ | ½  | ½  | 1  | ½  | ½  | 0  | 1  | 8½    |
| 6  | Yuri Razuvaev     | 2500   | ½ | ½ | ½ | ½ | ½ | - | ½ | ½ | ½ | ½  | ½  | ½  | ½  | 1  | ½  | 1  | 8½    |
| 7  | Elizbar Ubilava   | 2470   | ½ | 0 | ½ | ½ | ½ | ½ | - | ½ | ½ | ½  | ½  | ½  | 1  | 1  | 1  | ½  | 8½    |
| 8  | Evgeny Sveshnikov | 2515   | 0 | ½ | ½ | ½ | 0 | ½ | ½ | - | 1 | ½  | 1  | ½  | 1  | ½  | 1  | ½  | 8½    |
| 9  | Tamaz Giorgadze   | 2495   | ½ | 1 | 0 | 0 | ½ | ½ | ½ | 0 | - | ½  | ½  | ½  | ½  | 1  | 1  | ½  | 7½    |
| 10 | Josif Dorfman     | 2515   | ½ | ½ | 0 | ½ | ½ | ½ | ½ | ½ | ½ | -  | ½  | ½  | ½  | ½  | ½  | ½  | 7     |
| 11 | Vladimir Bagirov  | 2485   | ½ | ½ | ½ | ½ | ½ | ½ | ½ | 0 | ½ | ½  | -  | ½  | ½  | 0  | ½  | ½  | 6½    |
| 12 | Igor Novikov      | 2420   | ½ | ½ | ½ | ½ | 0 | ½ | ½ | ½ | ½ | ½  | ½  | -  | ½  | 0  | ½  | 0  | 6     |
| 13 | Konstantin Aseev  | 2390   | ½ | ½ | 0 | ½ | ½ | ½ | 0 | 0 | ½ | ½  | ½  | ½  | -  | 1  | 0  | ½  | 6     |
| 14 | Igor Glek         | 2395   | ½ | 0 | ½ | ½ | ½ | 0 | 0 | ½ | 0 | ½  | 1  | 1  | 0  | -  | ½  | ½  | 6     |
| 15 | Gennadi Kuzmin    | 2505   | 0 | 0 | ½ | ½ | 1 | ½ | 0 | 0 | 0 | ½  | ½  | ½  | 1  | ½  | -  | ½  | 6     |
| 16 | Alexey Vyzmanavin | 2470   | 0 | 0 | 0 | ½ | 0 | 0 | ½ | ½ | ½ | ½  | ½  | 1  | ½  | ½  | ½  | -  | 5½    |

## Final
| N° | Jogador              | Rating | 1 | 2 | 3 | 4 | 5 | 6 | 7 | 8 | 9 | 10 | 11 | 12 | 13 | 14 | 15 | 16 | 17 | 18 | 19 | 20 | Total |
| -- | -------------------- | ------ | - | - | - | - | - | - | - | - | - | -- | -- | -- | -- | -- | -- | -- | -- | -- | -- | -- | ----- |
| 1  | Mikhail Gurevich     | 2435   | - | ½ | ½ | ½ | ½ | ½ | 1 | ½ | 0 | 1  | 1  | ½  | 1  | 1  | ½  | ½  | ½  | 0  | 1  | 0  | 11    |
| 2  | Alexander Chernin    | 2495   | ½ | - | ½ | 1 | 0 | ½ | ½ | ½ | 1 | ½  | ½  | ½  | 0  | ½  | ½  | ½  | ½  | 1  | 1  | 1  | 11    |
| 3  | Viktor Gavrikov      | 2550   | ½ | ½ | - | ½ | 1 | ½ | ½ | ½ | ½ | ½  | ½  | 1  | 1  | ½  | ½  | ½  | 1  | ½  | 0  | ½  | 11    |
| 4  | Sergey Smagin        | 2405   | ½ | 0 | ½ | - | ½ | ½ | 0 | ½ | 1 | ½  | 0  | ½  | ½  | 1  | 1  | ½  | 1  | ½  | 1  | ½  | 10½   |
| 5  | Andrei Sokolov       | 2550   | ½ | 1 | 0 | ½ | - | ½ | 1 | 1 | ½ | 1  | ½  | ½  | 0  | ½  | ½  | ½  | ½  | ½  | ½  | ½  | 10½   |
| 6  | Yuri Balashov        | 2495   | ½ | ½ | ½ | ½ | ½ | - | ½ | 1 | ½ | ½  | 1  | 0  | ½  | ½  | ½  | ½  | ½  | ½  | ½  | 1  | 10½   |
| 7  | Georgy Agzamov       | 2590   | 0 | ½ | ½ | 1 | 0 | ½ | - | 1 | 1 | ½  | 0  | ½  | ½  | 0  | 1  | ½  | ½  | ½  | 1  | ½  | 10    |
| 8  | Lev Psakhis          | 2555   | ½ | ½ | ½ | ½ | 0 | 0 | 0 | - | 1 | ½  | 1  | ½  | ½  | ½  | ½  | ½  | ½  | 1  | ½  | 1  | 10    |
| 9  | Konstantin Lerner    | 2520   | 1 | 0 | ½ | 0 | ½ | ½ | 0 | 0 | - | 1  | ½  | ½  | ½  | ½  | 1  | ½  | 0  | 1  | ½  | 1  | 9½    |
| 10 | Evgeny Sveshnikov    | 2530   | 0 | ½ | ½ | ½ | 0 | ½ | ½ | ½ | 0 | -  | ½  | ½  | 1  | ½  | ½  | ½  | 1  | 1  | 0  | 1  | 9½    |
| 11 | Smbat Lputian        | 2530   | 0 | ½ | ½ | 1 | ½ | 0 | 1 | 0 | ½ | ½  | -  | ½  | ½  | 0  | ½  | ½  | 1  | ½  | 1  | ½  | 9½    |
| 12 | Vereslav Eingorn     | 2525   | ½ | ½ | 0 | ½ | ½ | 1 | ½ | ½ | ½ | ½  | ½  | -  | ½  | ½  | 0  | ½  | 1  | ½  | 0  | 1  | 9½    |
| 13 | Boris Gulko          | 2475   | 0 | 1 | 0 | ½ | 1 | ½ | ½ | ½ | ½ | 0  | ½  | ½  | -  | ½  | ½  | ½  | ½  | ½  | 1  | ½  | 9½    |
| 14 | Vladimir Tukmakov    | 2570   | 0 | ½ | ½ | 0 | ½ | ½ | 1 | ½ | ½ | ½  | 1  | ½  | ½  | -  | ½  | ½  | ½  | ½  | 0  | ½  | 9     |
| 15 | Adrian Mikhalchishin | 2505   | ½ | ½ | ½ | 0 | ½ | ½ | 0 | ½ | 0 | ½  | ½  | 1  | ½  | ½  | -  | ½  | 1  | ½  | ½  | ½  | 9     |
| 16 | Yuri Razuvaev        | 2520   | ½ | ½ | ½ | ½ | ½ | ½ | ½ | ½ | ½ | ½  | ½  | ½  | ½  | ½  | ½  | -  | ½  | ½  | 0  | ½  | 9     |
| 17 | Efim Geller          | 2540   | ½ | ½ | 0 | 0 | ½ | ½ | ½ | ½ | 1 | 0  | 0  | 0  | ½  | ½  | 0  | ½  | -  | 1  | 1  | ½  | 8     |
| 18 | Arshak Petrosian     | 2510   | 1 | 0 | ½ | ½ | ½ | ½ | ½ | 0 | 0 | 0  | ½  | ½  | ½  | ½  | ½  | ½  | 0  | -  | 1  | ½  | 8     |
| 19 | Viktor Kupreichik    | 2470   | 0 | 0 | 1 | 0 | ½ | ½ | 0 | ½ | ½ | 1  | 0  | 1  | 0  | 1  | ½  | 1  | 0  | 0  | -  | 0  | 7½    |
| 20 | Bukhuti Gurgenidze   | 2445   | 1 | 0 | ½ | ½ | ½ | 0 | ½ | 0 | 0 | 0  | ½  | 0  | ½  | ½  | ½  | ½  | ½  | ½  | 1  | -  | 7½    |

### Desempate
O resultado foi o mais insólito de todos os campeonatos já realizados. O primeiro lugar na final foi compartilhado por Gavrikov, Gurevich
e Chemin. No torneio de desempate, todas as partidas terminaram empatadas. Enquanto os dirigentes da federação refletiam
sobre o que fazer, um jornalista anunciou que não haveria mais jogos e Gurevich seria vencedor por ter um melhor índice de desempate no torneio final, sugestão que acabou sendo acatada. Assim, Mikhail Gurevich foi considerado o campeão daquele ano.
| N° | Jogador           | Rating | 1  | 2  | 3  | Total |
| -- | ----------------- | ------ | -- | -- | -- | ----- |
| 1  | Alexander Chernin | 2560   | -- | ½½ | ½½ | 2     |
| 2  | Viktor Gavrikov   | 2550   | ½½ | -- | ½½ | 2     |
| 3  | Mikhail Gurevich  | 2435   | ½½ | ½½ | -- | 2     |